# 抱きしめたい (C-C-Bの曲)
「抱きしめたい」（だきしめたい）は、1987年12月2日にリリースされたC-C-Bの12枚目のシングルである。

## 解説
- 米川英之がメインボーカルを担当。
- TBS『日立 世界・ふしぎ発見!』のエンディングテーマに採用された（1988年1月9日 - 3月26日）。
- C-C-BとしてTBS『ザ・ベストテン』へ10位以内のランクインは、同曲が最後となった。
- 当時、目新しかった12cm盤CDシングルを初めて採用。しかし、CDプレーヤーを所有していないファンへの配慮として、これまで通り、レコード盤とカセットテープ（シングルカセット）も発売した。

但し、1980年代半ばは、レコードからCDのセールスへ移行する過渡期であり、当時発売されたCDシングルの殆んどが12cm盤の「初期のCDシングル」であるため、現在の「12cmCDシングル（マキシシングル）」とは趣が違う。※詳しくは『シングル』の「初期のCDシングル」項、及び、『8センチCD』を参照。
1988年以降は8cmシングルが一般化したことに倣い、本作品以前にレコードでリリースしたシングル楽曲も順次8cmCD化した。その際に、本作品も同じく8cm規格に統一された。

## 収録曲
| 全作詞: 松本隆、全編曲: 大谷和夫、C-C-B。 |                  |        |          |      |
| #                                         | タイトル         | 作詞   | 作曲     | 時間 |
| 1.                                        | 「抱きしめたい」 | 松本隆 | 筒美京平 | 3:52 |
| 2.                                        | 「Inner Mind」   | 松本隆 | 渡辺英樹 | 3:49 |